# Kivier
För andra betydelser, se kiwi (olika betydelser).
Kivier (Apterygidae) är en familj med flygoförmögna fåglar som numera placeras i den egna ordningen kivifåglar. Familjen omfattar det enda släktet Apteryx som i sin tur består av fem nattaktiva arter endemiska för Nya Zeeland. Kivierna är Nya Zeelands nationalfåglar och fungerar som symbol för landet och människorna som bor där.

## Systematik
Kiviernas taxonomi är omdiskuterad och olika auktoriteter har placerat gruppen i olika ordningar. Länge har de placerats i ordningen strutsfåglar men de flesta auktoriteter placerar idag familjen i den egna ordningen kivifåglar (Apterygiformes).
Kivierna närmaste släktingar tros vara de utdöda elefantfåglarna samt på något längre håll kasuarer och emuer. Eftersom Nya Zeeland först i modern tid har bebotts av däggdjur har många fåglar tagit deras ekologiska nisch.

### Arter
Länge delades kivierna upp i tre arter: brunkivi, mindre fläckkivi och större fläckkivi, alla i släktet Apteryx. Sentida DNA-analyser har visat att familjen består av fler utvecklingslinjer. Brunkivi delades därför upp i ett antal underarter som sedan har bedömts utgöra egna arter, varför familjen idag omfattar fem arter:
- Mindre fläckkivi (Apteryx owenii)
- Större fläckkivi (Apteryx maxima)
- Sydkivi (Apteryx australis)
- Okaritokivi (Apteryx rowi)
- Brunkivi (Apteryx mantelli)

## Utseende, anatomi och läte
Med en kroppstemperatur som uppgår till ungefär 37,5 °C och märgfyllda ben är kivin en av de fåglar som mest påminner om däggdjuren. Fåglarna är mellan 25 och 55 cm höga. Kivierna har en rund kroppsform, saknar stjärt och har mycket små vingar. De är gråbruna till färgen och deras fjäderdräkt är tät och stubbig. De har kraftiga, korta fötter och en lång smal näbb. En sorts morrhår runt näbben hjälper dem att finna mat i mörker.
Deras lockläte låter ungefär "k-wee" vilket har givit dem deras namn.

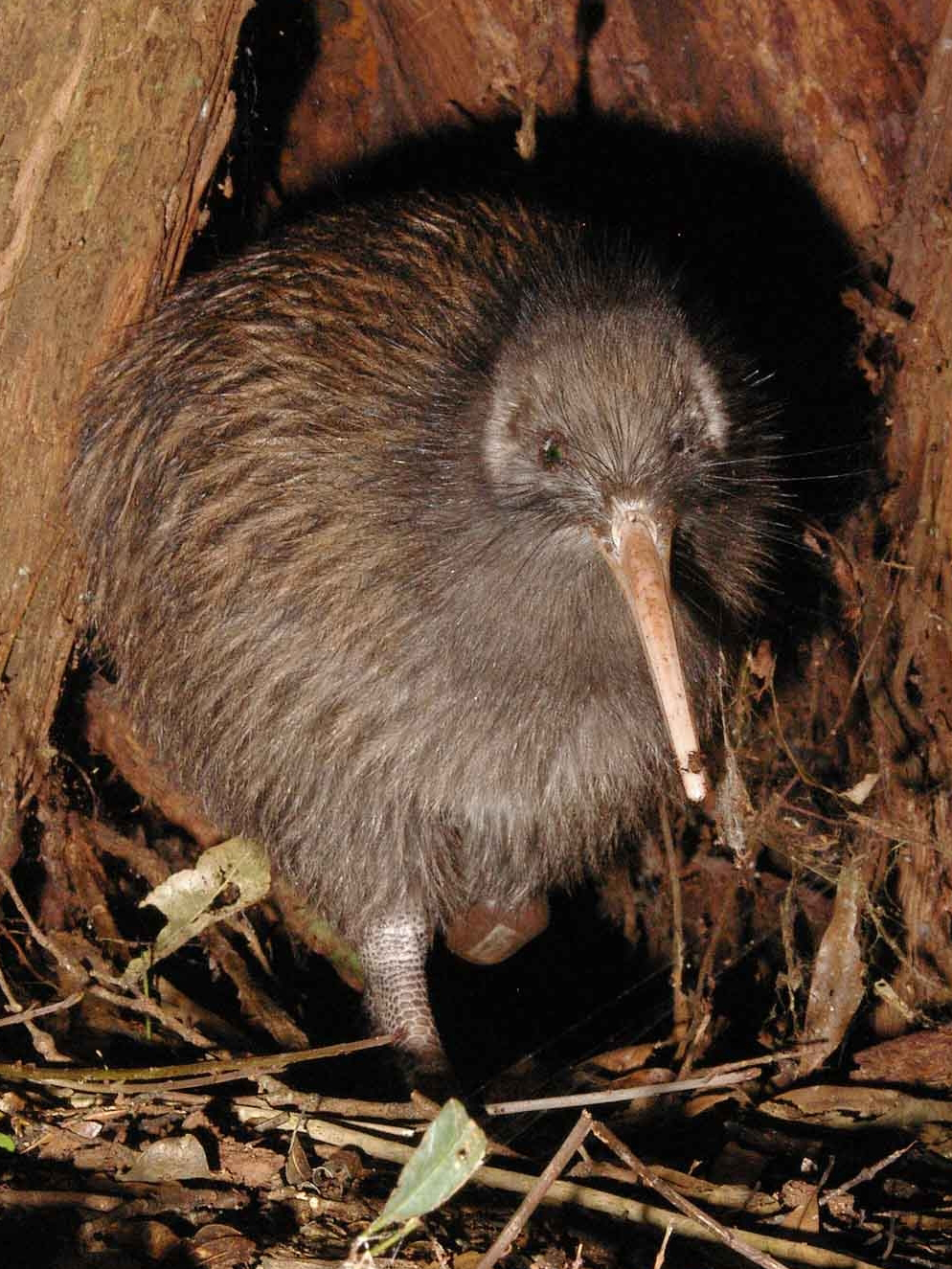
Brunkivi.
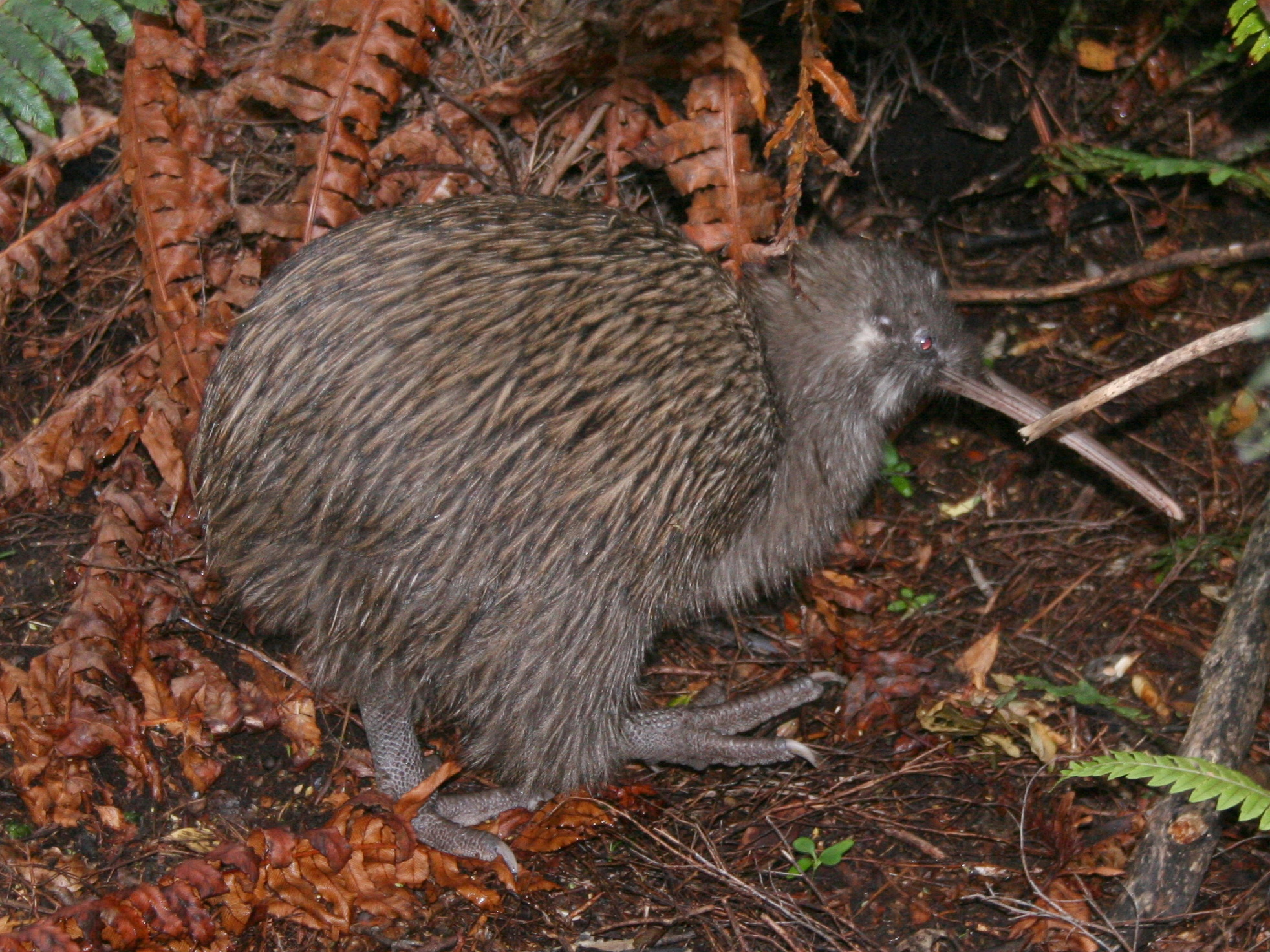
Sydkivi.

## Ekologi
Kivifåglarna saknar flygförmåga och är nattaktiva. De har dålig syn och använder sig istället av hörsel och känseln från de morrhårsliknande stråna som sitter utmed näbbroten, för att navigera i den täta undervegetationen. De lever av bär, maskar, löv, insekter och reptiler som de söker efter genom att krafsa med sina fötter bland döda löv och genom att sticka ner sin långa näbb i marken. Dagarna tillbringar de stilla i hålor i marken.

## Kivierna och människan

### Hot och status
Bara 5 % av de kläckta kivierna lever så länge att de blir könsmogna och merparten av dem dödas av introducerade arter som hermeliner, råttor och katter. Det pågår ett aktivt arbete med att föda upp kivier på rovdjursfria öar runt om Nya Zeeland. Efter ett år, när de är tillräckligt stora, förs de tillbaka till sina ursprungliga häckningsområden. Numera kategoriserar alla kiviarter som sårbara, utom mindre fläckkivi som anses vara nära hotad (NT).

### Namn
Namnet "kivi" har fåglarna fått på grund av sitt läte som brukar liknas vid "kiwi". Ibland stavas familjnamnet "w", som frukten kiwi, men den korrekta svenska stavningen är med enkel-v. Namnet, och fåglarnas status som symbol för Nya Zeeland, har givit upphov till uttrycket kiwiana för nyzeeländska ting. Personer från Nya Zeeland kallar också ofta sig själva för Kiwi eller Kiwis.